# Giocondo di Aosta
Giocondo di Aosta (in francese, Joconde d'Aoste) (V secolo – VI secolo) è stato un vescovo romano, venerato come santo dalla Chiesa cattolica.

## Biografia
Poco si conosce della vita di questo santo. Giocondo è il terzo vescovo noto della diocesi di Aosta, dopo Eustasio e san Grato, alla guida della comunità cristiana.

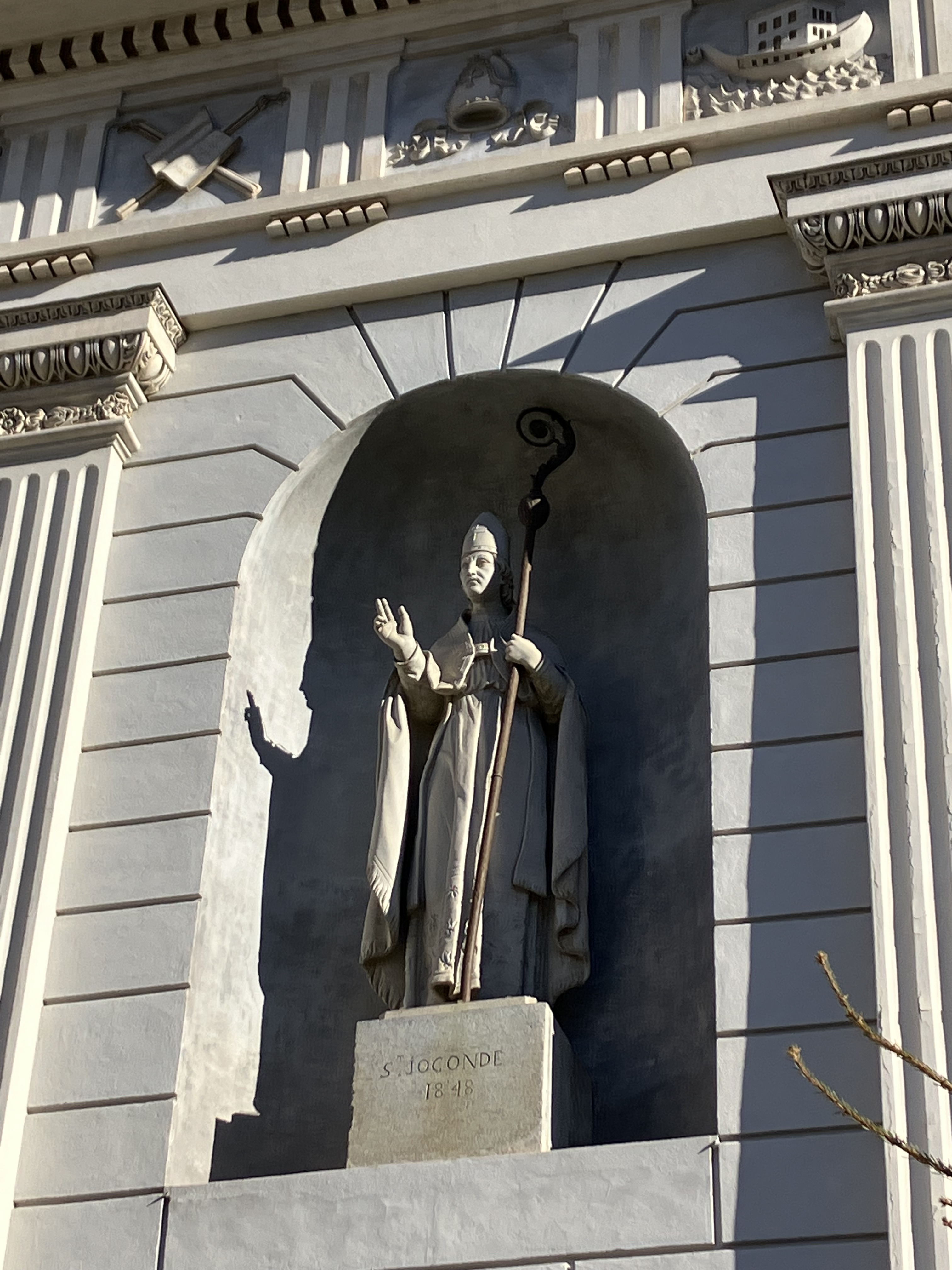
Statua di San Giocondo sulla facciata della cattedrale di Aosta.

La sua veridicità storica è attestata dalla sua partecipazione ai concili romani del 501 e del 502 convocati da papa Simmaco. Secondo alcuni storici, sarebbe già attestato nel 496 in una lettera di papa Gelasio I scritta ad un vescovo Giocondo.

## Culto
Secondo il Martirologio Romano, il giorno dedicato al santo è il 30 dicembre:
(Martirologio Romano)